# Joseph de Pesquidoux
Joseph de Pesquidoux, all'anagrafe Joseph Dubosc (Savigny-lès-Beaune, 13 dicembre 1869 – Le Houga, 17 marzo 1946), è stato uno scrittore francese.
Nel 1927 vinse il Gran premio di letteratura dell'Accademia francese, di cui è stato eletto membro nel 1936. È stato anche eletto curatore dell'Académie des Jeux floraux nel 1938.

## Opere
- Premiers vers (1896)
- Salomé (1898)
- Ramsès (1900)
- Le Sang fatal (1903)
- Chez nous - Travaux et jeux rustiques (1920)
- Sur la glèbe (1921)
- Le Livre de raison (3 volumi, 1925–1932)
- Caumont, duc de La Force (1931)
- L’Église et la Terre (1935)
- La Harde (1936)
- Gascogne (1939)
- Un Petit Univers (1940)
- Sol de France (1942)